# János Borzsei
János Borzsei (* 1943) est un ancien joueur de tennis de table hongrois. Il a terminé deuxième en simple lors du championnat d'Europe de 1968.

## Parcours
János Borzsei est un joueur au style de jeu défensif. Il participe huit fois aux Championnats du monde de 1967 à 1975 . Lors de ces derniers, il parvient à atteindre en 1973 les quarts de finale en simple, puis termine cinquième avec l'équipe hongroise en 1975.
Il gagne par deux fois une médaille d'argent lors de Championnats d'Europe. En 1968 , il perd en simple lors de la finale contre le joueur yougoslave Dragutin Šurbek. Il termine deuxième de la compétition par équipes en 1974. Il atteint la demi-finale du double en 1972 avec Eberhard Schöler.
En décembre 1968, il occupe la cinquième place du classement mondial ITTF.
Avec le club du Bp. Vasutas SC, il devient quatre fois champion de Hongrie par équipes (1972, 1974, 1978 et 1979)

## Résultats selon la base de données de l'ITTF
| Équipe | Compétition          | Année | Lieu        | Organisateur | Simple          | Double          | Mixe            | Par équipe |
| ------ | -------------------- | ----- | ----------- | ------------ | --------------- | --------------- | --------------- | ---------- |
| HON    | Championnat d'Europe | 1976  | Prague      | TCH          | 8e de finale    | Quart de finale | Quart de finale |            |
| HON    | Championnat d'Europe | 1974  | Novi Sad    | YOUG         | 8e de finale    |                 |                 | 2          |
| HON    | Championnat d'Europe | 1972  | Rotterdam   | P-B          | 8e de finale    | Demi-finale     |                 |            |
| HON    | Championnat d'Europe | 1970  | Moscou      | URSS         | 8e de finale    | Quart de finale |                 |            |
| HON    | Championnat d'Europe | 1968  | Lyon        | FRA          | Finale          |                 |                 |            |
| HON    | EURO-TOP12           | 1976  | Lübeck      | RFA          | 12e             |                 |                 |            |
| HON    | EURO-TOP12           | 1975  | Vienne      | AUT          | 12e             |                 |                 |            |
| HON    | EURO-TOP12           | 1974  | Trollhättan | SUE          | 9e              |                 |                 |            |
| HON    | Championnat du monde | 1975  | Calcutta    | IND          | 16e de finale   | 32e de finale   | 32e de finale   | 5          |
| HON    | Championnat du monde | 1973  | Sarajevo    | YOUG         | Quart de finale | 16e de finale   | 32e de finale   | 7          |
| HON    | Championnat du monde | 1969  | Münich      | RFA          | 16e de finale   | 16e de finale   | 16e de finale   | 9          |
| HON    | Championnat du monde | 1967  | Stockholm   | SUE          | 32e de finale   | 32e de finale   | 16e de finale   | 10         |